# Кашкино (Смоленская область)
Ка́шкино — деревня в Сафоновском районе Смоленской области России. Входит в Беленинское сельское поселение.
Расположена в центральной части области в 7 км к северу от города Сафонова, в 3 км севернее автодороги М1 «Беларусь». 
Население — 10 жителей (2007 год).

## История
В годы Великой Отечественной войны деревня была оккупирована гитлеровскими войсками в сентябре 1941 года, освобождена в 1943 году..

## Экономика
Фермерские хозяйства.